# 弗爾斯特菲耶爾山
71°50′S 5°43′W / 71.833°S 5.717°W
弗爾斯特菲耶爾山（Førstefjell），是南極洲的冰原島峰，位於毛德皇后地的瑪塔公主海岸，處於弗爾斯特菲耶爾冰原島峰以北10公里，屬於耶弗山脊的一部分。